# Na Logu
Na Logu je naselje v Občini Škofja Loka, ki je bilo do uradnega preimenovanja leta 1951 znano pod imenom "Log". V vasi stoji zgodnjebaročna cerkev svetega Volbenka.